# Biantes vitellinus
Biantes vitellinus – gatunek kosarza z podrzędu Laniatores i rodziny Biantidae.

## Występowanie
Gatunek endemiczny dla Sumatry.